# Pierre Georget
Pierre Georget (9 de agosto de 1917  1 de agosto de 1964) foi um ciclista francês que competia no ciclismo de pista.
Competiu representando França nos Jogos Olímpicos de Verão de 1936 em Berlim, onde conquistou duas medalhas, uma de prata na corrida de 1 km contrarrelógio, atrás do holandês Arie van Vliet; e uma de bronze no tandem, formando par com Georges Maton.
Foi filho do também ciclista Léon Georget (1879–1949).